# 성능 모니터
성능 모니터(Performance Monitor, 윈도우 9x, 윈도우 2000 및 윈도우 XP에서의 용어: 시스템 모니터)는 윈도우 NT 3.1에 도입된 시스템 모니터링 프로그램이다. CPU 또는 메모리 사용량과 같은 컴퓨터의 다양한 활동을 모니터링한다. 이러한 유형의 응용 프로그램은 하드웨어, 소프트웨어 서비스 및 응용 프로그램의 성능을 측정하여 로컬 또는 원격 컴퓨터에서 문제의 원인을 확인하는 데 사용될 수 있다. 프로그램은 경고 및 자동 작업에 대한 임계값을 정의하고, 보고서를 생성하고, 과거 성능 데이터를 볼 수 있다.
윈도우 9x에서 시스템 모니터는 윈도우 설치 중에 자동으로 설치되지 않지만 제어판에 있는 프로그램 추가/제거 애플릿을 사용하여 수동으로 설치할 수 있다. 사용 가능한 성능 측정 기준("카운터"라고 함)이 거의 없으며 사용자 정의 기능도 거의 제공되지 않는다. 이와 대조적으로 윈도우 NT 성능 모니터는 기본적으로 사용할 수 있으며 350개 이상의 사용 가능한 카운터가 있다. 성능 모니터는 정보를 그래프, 막대 차트 또는 숫자 값 목록으로 표시할 수 있으며 일정 범위의 시간 간격을 사용하여 정보를 업데이트할 수 있다. 모니터링할 수 있는 정보 범주는 설치된 네트워킹 서비스에 따라 다르지만 항상 파일 시스템, 커널 및 메모리 관리자를 포함한다. 다른 가능한 범주에는 마이크로소프트 네트워크 클라이언트, 마이크로소프트 네트워크 서버 및 프로토콜 범주가 포함된다.

## 같이 보기
- 작업 관리자 (윈도우)
- 프로세스 익스플로러